# José Antônio Martins Galvão
José Antônio Martins Galvão (nacido el 8 de julio de 1982) es un exfutbolista brasileño que se desempeñaba como delantero.
Jugó para clubes como el União São João, Servette, Paraná, Sanfrecce Hiroshima, Santos, Atlético Mineiro, São Caetano, Bahia y Ventforet Kofu.

## Trayectoria

### Clubes
| Club                | País   | Año         |
| ------------------- | ------ | ----------- |
| União São João      | Brasil | 2001 - 2002 |
| Servette            | Suiza  | 2003        |
| União São João      | Brasil | 2003        |
| Paraná              | Brasil | 2004        |
| Sanfrecce Hiroshima | Japón  | 2005        |
| Santos              | Brasil | 2006        |
| Atlético Mineiro    | Brasil | 2006 - 2007 |
| São Caetano         | Brasil | 2008        |
| Bahia               | Brasil | 2008        |
| Vila Nova           | Brasil | 2009        |
| Ventforet Kofu      | Japón  | 2009        |
| Boavista            | Brasil | 2010 - 2011 |
| Duque de Caxias     | Brasil | 2010 - 2011 |